# The Partisans
The Partisans sono un band hardcore punk formatasi a Bridgend, nel Galles nel 1978, quando tutti e cinque i membri erano molto giovani. Essi continuarono a suonare fino al 1984, entrando varie volte nella Official Independent Chart. La band si riunì nei tardi anni novanta.

## Storia del gruppo
La band si formò nel 1978, e la formazione originale era costituita da Phil Stanton (voce), Rob "Spike" Harrington (chitarra e voce), Andy Lealand (chitarra), Mark "Shark" Harris (batteria), e da Mark "Savage" Parsons (basso).
Influenzati da gruppi come i Sex Pistols, The Clash ed i Ramones, il gruppo incominciò a suonare facendo cover di questi gruppi e in seguito a creare materiale proprio. Essi furono la seconda band ad essere stata messa sotto contratto da Chris Berry dell'etichetta No Future Records, e come loro debutto pubblicarono il 28 settembre 1981 il doppio singolo Police Story/Killing Machine che raggiunse la quinta posizione della Official Independent Chart.
La band pubblicò il suo secondo singolo, 17 Years of Hell, il 27 maggio 1982, arrivando alla posizione numero 2 della Indie Charts. Questo lavoro fu seguito dal loro album di debutto, The Partisans, pubblicato nel febbraio 1983. L'album arrivò alla posizione numero 5 nella Indie Chart e alla numero 1 nella Punk Chart, risultando essere molto apprezzato dalle fanzine di cultura underground inglesi.
Dopo l'abbandono di Louise Wright, i restanti membri ingaggiarono Dave Parsons e il loro primo lavoro insieme al nuovo bassista fu l'EP "Blind Ambition", prodotto dalla Cloak & Dagger Records, il quale si piazzò al numero 23 della Indie Chart e ricevette la nomination al Prime Time di BBC Radio 1. L'album Time Was Right fu pubblicato nel 1984, descritto come "The Professionals incontrano i The Clash," arrivò alla posizione numero 20 nella Indie Chart. L'album conteneva anche un live registrato ad un concerto al Brixton Ace, dove i Partisans affiancavano gli Anthrax, Lost Cherrees, Conflict e altri.
La band si sciolse nel 1984. Dave Parsons trovò successo con i Transvision Vamp e ora è con i Bush, mentre negli anni 90 Lealand e Harrington riformarono la band con due loro amici: Magnus Neundorff e Mikael "Gustav" Gustavsson. Nel 2001 uscì un nuovo singolo, So Neat, mentre nel 2004 fu pubblicato l'album Idiot Nation.

## Discografia

### Album in studio
- 1983 - The Partisans (successivamente ripubblicato nel 2000 come Police Story e nel 2005 nuovamente col nome The Partisans insieme ad alcune bonus track)
- 1984 - Time Was Right
- 2004 - Idiot Nation

### EP e singoli
- 1981 - Police Story
- 1982 - 17 Years of Hell
- 1983 - Blind Ambition
- 2001 - So Neat

### Raccolte
- 1999 - The Best of The Partisans